# ʿUrwa ibn az-Zubair
ʿUrwa ibn az-Zubair ibn al-ʿAuwām (عروة بن الزبير بن العوام / ʿUrwa ibn az-Zubair ibn al-ʿAuwām * 634 oder 635 in Medina; † 712 oder 713 bei Rabadha) ist einer der bekanntesten Traditionarier und Historiographen in der Frühzeit des Islams.

## Herkunft und Leben
Sein Bruder war der in der islamischen Geschichte bekannte „Gegenkalif“ ʿAbdallāh ibn az-Zubair ibn al-ʿAwwām, seine Mutter war Asmā' bint Abī Bakr, die Tochter des ersten Kalifen Abū Bakr, die Schwester von Aischa bint Abi Bakr, der Frau des Propheten Mohammed. Sein Vater kämpfte im ersten Bürgerkrieg, in der sog. Kamelschlacht waqʿat al-dschamal / وقعة الجمل / waqʿatu ʾl-ǧamal bei Basra auf der Seite seiner Tante Aischa gegen ʿAlī ibn Abī Tālib. Den islamischen Überlieferungen zufolge konnte er selbst an der Schlacht nicht teilnehmen, da er damals noch minderjährig war. Nach dem Tod seines Vaters kehrte er mit Aischa nach Medina zurück. ʿUrwa starb um 712 auf seinem Landgut bei Rabadha, 200 km östlich von Medina.

## Werk und Wirkung
Nach seiner Rückkehr nach Medina widmete sich 'Urwa der Sammlung historischer Nachrichten aus der Prophetenzeit; seine wichtigste Quelle soll hierbei seine Tante Aischa gewesen sein, die aus erster Hand nicht nur Aussagen Mohammeds (Hadith), sondern auch Berichte über seine Feldzüge an ihn habe weitergeben können. Somit fanden die Überlieferungen von ʿUrwa, sowohl in die Traditionssammlungen von al-Buchari, Muslim ibn al-Haddschādsch, Ahmad ibn Hanbal u. a. als auch die historischen Kompilationen von Ibn Ishāq, At-Tabarī und anderen Eingang. Die Berichte von ʿUrwa werden in der zeitgenössischen Islamforschung als die erste systematische und schriftlich fixierte Darstellung der frühislamischen Geschichte gewertet. Seine wichtigsten Berichte über das Leben des Propheten (Sira) sind in denjenigen Briefen erhalten, die er an den Kalifen Abd al-Malik ibn Marwan richtete und die in großen Auszügen in At-Tabarī's annalistischem Geschichtswerk erhalten sind. Man betrachtet vor allem diejenigen Berichte aus der Frühzeit als authentisch, die überwiegend in der Überlieferung seines Sohnes Hischam in den späteren Kompilationen aus dem frühen 9. Jahrhundert erhalten sind.
Der österreichische Orientalist Aloys Sprenger hat diese Briefe bereits 1861 ins Deutsche übertragen; die neueste Studie ist Görke/Schoeler, 2008.  Mit den von ihm gesammelten Nachrichten aus der Prophetenzeit hat ʿUrwa die Grundlagen der maghazi-Literatur geschaffen, deren Höhepunkt in den Schriften von al-Wāqidī und Muhammad ibn Saʿd zu sehen ist. Zahlreiche Fragmente in seiner Überlieferung lassen darauf schließen, dass er sich auch mit der Koranexegese eingehend beschäftigte. Seine Erklärungen zum Korantext sind in einem der ältesten koranexegetischen Werke, das erhalten ist, im Tafsīr von ʿAbdallāh ibn Wahb und in der monumentalen Exegese von At-Tabarī, ferner bei dem etwas späteren Ibn Kathir erhalten.
Im Wissenschaftslehrbetrieb von Medina trug man die gesammelten Materialien anfangs auswendig vor. Dennoch weisen einige Quellen darauf hin, dass ʿUrwa seine Hadithe juristischen Inhalts nach schriftlichen Unterlagen vortrug; er soll bereits „Rechtsbücher“ (kutub fiqh) besessen haben.